# Elezioni legislative in Francia del 1981
Le elezioni legislative in Francia del 1981 si sono tenute il 14 (primo turno) e il 21 giugno (secondo turno). Esse sono state delle elezioni anticipate (di due anni) a causa della dissoluzione dell'Assemblée nationale a seguito dell'elezione del Presidente della Repubblica François Mitterrand nel 1981. Esse hanno visto la vittoria della Maggioranza presidenziale, nell'ambito di una coalizione di sinistra. Primo ministro è stato quindi riconfermato Pierre Mauroy, che nel frattempo era stato nominato a questa funzione subito dopo le elezioni presidenziali.

## Risultati
| Liste                                            | Primo turno | Primo turno | Primo turno | Secondo turno | Secondo turno | Secondo turno | Totale seggi |
| Liste                                            | Voti        | %           | Seggi       | Voti          | %             | Seggi         | Totale seggi |
| ------------------------------------------------ | ----------- | ----------- | ----------- | ------------- | ------------- | ------------- | ------------ |
| Partito Socialista - MRG                         | 9.432.362   | 37,52       | 48          | 9.198.332     | 49,25         | 235           | 283          |
| Raggruppamento per la Repubblica                 | 5.231.269   | 20,81       | 50          | 4.174.302     | 22,35         | 33            | 83           |
| Unione per la Democrazia Francese (include CNIP) | 4.827.437   | 19,20       | 48          | 3.489.363     | 18,68         | 18            | 66           |
| Partito Comunista Francese                       | 4.065.540   | 16,17       | 7           | 1.303.587     | 6,98          | 37            | 44           |
| Divers droite                                    | 704.788     | 2,80        | 2           | 408.861       | 2,19          | 4             | 6            |
| Estrema sinistra                                 | 334.674     | 1,33        | -           | 3.517         | 0,02          | -             | -            |
| Ecologisti                                       | 271.688     | 1,08        | -           | N.D.          | N.D.          | N.D.          | -            |
| Divers gauche                                    | 183.010     | 0,73        | 1           | 97.066        | 0,52          | 5             | 6            |
| Estrema destra                                   | 90.422      | 0,36        | -           | N.D.          | N.D.          | N.D.          | -            |
| Totale                                           | 25.141.190  |             | 156         | 18.665.028    |               | 332           | 488          |

- I dati del primo turno si riferiscono a 488 circoscrizioni su 491: sono ricomprese le 474 circoscrizioni della Francia metropolitana e 14 delle 17 circoscrizioni della Francia d'oltremare, essendo escluse le due circoscrizioni della Polinesia e la circoscrizione di Wallis et Fortuna, nelle quali il primo turno si tenne il 21 giugno.
- I dati del secondo turno si riferiscono alle 332 circoscrizioni ove si tenne il turno di ballottaggio il 21 giugno: sono ricomprese 320 circoscrizioni della Francia metropolitana e 12 circoscrizioni della Francia d'oltremare (è esclusa la circoscrizione n. 1 della Polinesia, ove il secondo turno si tenne il 5 luglio).
- Con riferimento alle 14 circoscrizioni della Francia d'oltremare, furono eletti al primo turno tenutosi il 14 giugno: Jacques Lafleur (Nuova Caledonia, n. 2) dell'RPR; Jean-François Hory (Mayotte), con DVG (app. PS).
- I 3 seggi ulteriori furono così ripartiti: 2 RPR (circoscrizione n. 2 della Polinesia e circoscrizione di Wallis et Fortuna: entrambi i seggi furono assegnati al primo turno, con l'elezione di Gaston Flosse e Benjamin Brial, rispettivamente); 1 DIV (circoscrizione n. 1 della Polinesia: il seggio fu assegnato al ballottaggio, con l'elezione di Jean Juventin).
- I 283 seggi delle liste PS-MRG sono così ripartiti: 269 PS, 14 MRG. L'eletto al primo turno come DVG è talvolta ascritto al PS: secondo tale ripartizione, dunque, i seggi complessivamente attribuiti al PS sono 270 anziché 269 (totale PS-MRG: 284 seggi), mentre quelli complessivamente attribuiti a DVG sono 5 anziché 6.
- I 66 seggi delle liste dell'UDF sono così ripartiti: 32 UDF-PR (24 al primo turno); 19 UDF-CDS (12 al primo turno); 2 UDF-Radicali (al primo turno); 8 UDF (5 al primo turno); 5 CNIP (al primo turno). I seggi del CNIP sono talvolta ascritti a DVD: secondo tale ripartizione, dunque, i seggi complessivamente attribuiti all'UDF sono 61 anziché 66.

## Composizione dei gruppi
All'inaugurazione della legislatura l'Assemblea nazionale era composta come di seguito indicato.
| Gruppo                            | Membri | Apparentati | Totale | Partiti               |
| --------------------------------- | ------ | ----------- | ------ | --------------------- |
| Socialista                        | 265    | 20          | 285    | 269 PS, 14 MRG, 2 DVG |
| Raggruppamento per la Repubblica  | 79     | 9           | 88     | 85 RPR, 3 DVD         |
| Unione per la Democrazia Francese | 51     | 11          | 62     | 62 UDF                |
| Comunista                         | 43     | 1           | 44     | 44 PCF                |
| Non iscritti                      | 11     | -           | 11     | 4 UDF, 4 DVG, 3 DVD   |
| Totale                            | 449    | 41          | 490    |                       |

- In data 02.07.1981 (prima dell'inaugurazione della legislatura) è deceduto il deputato Henri Darras (eletto nella circoscrizione n. 12 di Pas de Calais), sostituito da Jean-Pierre Kucheida.
- Alla data dell'inaugurazione della legislatura non risultava ancora assegnato il seggio spettante alla circoscrizione n. 1 della Polinesia, ove il secondo turno si tenne il 5 luglio; fu eletto Jean Juventin, che aderì al gruppo dei non iscritti.